# Кевін ван Дессел
Кевін ван Дессел (нід. Kevin Van Dessel, нар. 9 квітня 1979, Капеллен) — бельгійський футболіст, що грав на позиції півзахисника, насамперед, за нідерландський клуб «Рода».
Володар Кубка Нідерландів. 

## Ігрова кар'єра
У дорослому футболі дебютував 1996 року виступами за команду клубу «Жерміналь-Екерен», в якій провів один сезон, взявши участь у 3 матчах чемпіонату. 
1997 року перейшов до нідерландського «НАК Бреда», де провів декілька матчів, після чого наступного року прийняв пропозицію приєднатися до італійського «Дженоа».
В Італії пробитися до основного складу генуезького клубу не зумів, тож 1999 року повернувся до Нідерландів, де на вісім сезонів став гравцем «Роди» (Керкраде). Більшість часу, проведеного у складі «Роди», був основним гравцем команди.
Згодом протягом 2007—2011 років захищав кольори бельгійського «Сент-Трюйдена», нідерландського «ВВВ-Венло» та кіпрського АПОП.
Завершив ігрову кар'єру в Нідерландах, де протягом 2011—2016 років грав за аматорський клуб ЕВВ.

## Титули і досягнення
- Володар Кубка Нідерландів (1):

«Рода»: 1999-2000